# Großisrael

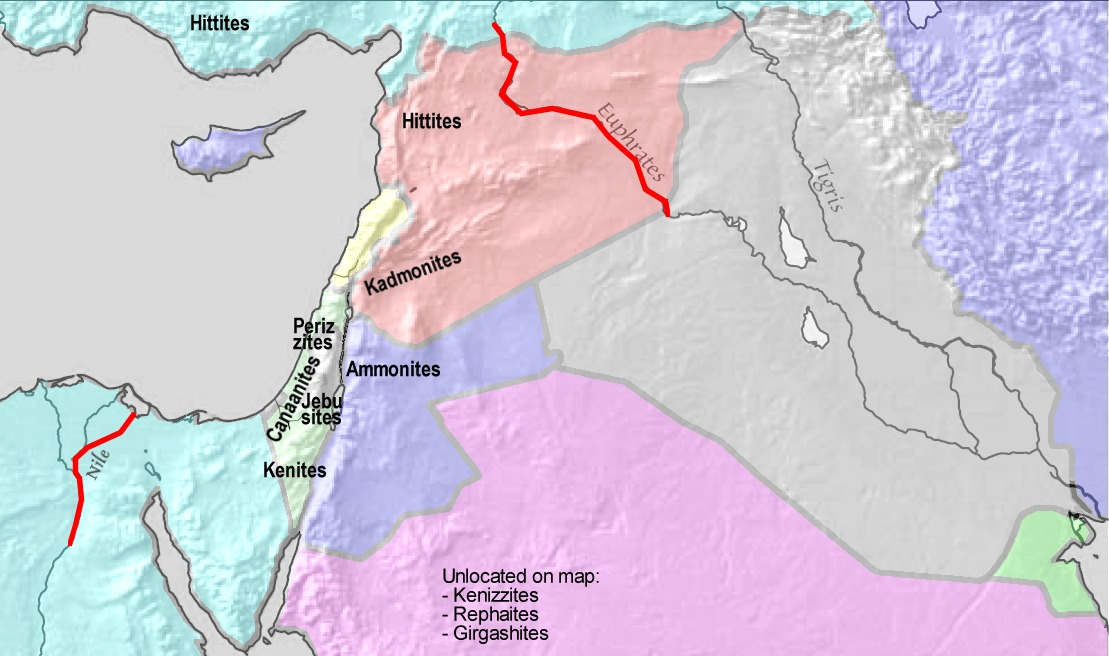
Eretz Israel
nach

Großisrael (hebräisch: ארץ ישראל השלמה, Eretz Israel HaSchlema „Vollständiges Land Israel“, oft nur „Eretz Israel“) ist eine politische Forderung jüdischer, vereinzelt auch christlicher Gruppierungen in und außerhalb Israels. Sie postuliert die Unteilbarkeit des als Eretz Israel bezeichneten Gebietes und beinhaltet die Ausdehnung der Souveränität auf das gesamte Gebiet zwischen Mittelmeer und dem Fluss Jordan, manchmal ebenfalls auf Teile Jordaniens und in ihrer extremeren Form zusätzlich auch auf Gebiete des Libanons, Syriens und Ägyptens.
Die Meinung, der Staat Israel strebe ein Großisrael vom Euphrat bis zum Nil an, ist verbreitet, besonders, aber nicht nur, in arabischen und muslimischen Ländern, wo sie propagandistischen Zwecken dient. Diesbezügliche Aussagen führender revisionistischer Zionisten wie Wladimir Jabotinsky und Menachem Begin haben entsprechende Befürchtungen genährt. Ebenso wurde Benjamin Netanjahu 2025 während eines Interviews mit dem TV-Moderator und ehemaligen Knesset-Abgeordneten Sharon Gal auf i24News gefragt, ob er sich mit der Vision eines „Großisrael“ identifiziere. Er antwortete ohne zu zögern: „Sehr sogar.“
Die Forderung war eine politische Utopie bzw. Dystopie. Die Gründergeneration des politischen Zionismus (Arbeiterzionisten und Allgemeine Zionisten) verfolgte weit realistischere Ziele.

## Geschichte

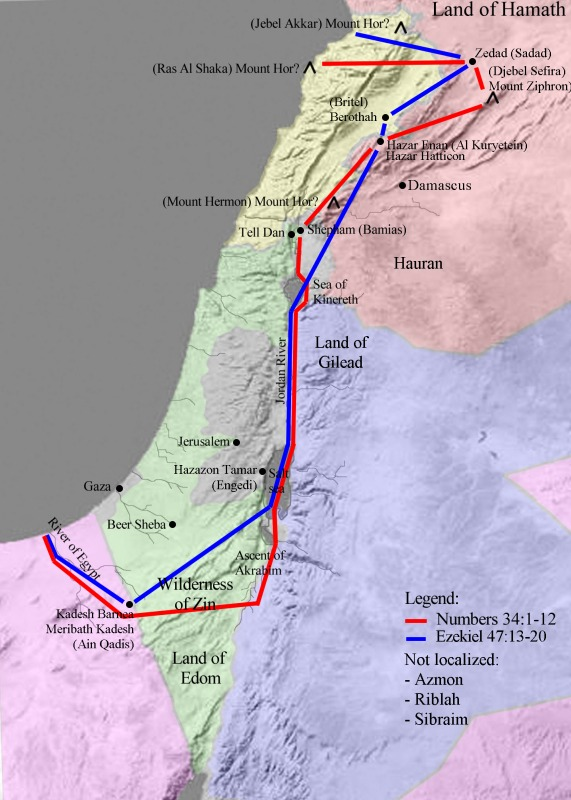
Eretz Israel:
rote Linie:,
blaue Linie:

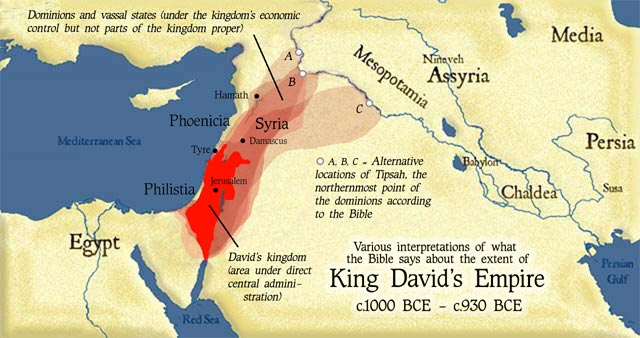
Das Davidische Großreich in unterschiedlicher Interpretation

### Biblischer Hintergrund
Die Ausdrücke Eretz Israel und Eretz Israel HaSchlema beziehen sich auf das in der Hebräischen Bibel als dem jüdischen Volk von Gott verheißene Land, dessen Ausdehnung in der Bibel mehrmals unterschiedlich beschrieben wird, erstmals in Gen 15,18–21 : „An dem Tage schloss der Herr einen Bund mit Abram und sprach: Deinen Nachkommen will ich dies Land geben von dem Strom Ägyptens an bis an den großen Strom Euphrat: die Keniter, die Kenasiter, die Kadmoniter, die Hethiter, die Perisiter, die Refaïter, die Amoriter, die Kanaaniter, die Girgaschiter, die Jebusiter.“ Über die Bedeutung der einzelnen in der Bibel verwendeten geografischen Bezeichnungen herrscht Unklarheit, das Gebiet ist bis auf die beiden Flüsse lediglich diffus definiert, es gab in verschiedenen Grenzen politisch realisierte zeitlich beschränkte staatliche Einheiten. Als „Strom Ägyptens“ drängt sich der Nil auf; in der jüdischen Tradition, so insbesondere bei Raschi, ist jedoch das Wadi al-Arisch an der Nordküste der Sinaihalbinsel gemeint. In Num 34,2–12  umfasst das Gebiet die ägyptische Provinz Kanaan, die sich vom Negev bis zum Südlibanon erstreckt, mit dem Jordan als Ostgrenze, von dem sich das in Ez 47,15–20  umschriebenen Gebiet leicht unterscheidet.

### Entwicklung vor und nach der Gründung des Staates Israel
Die in den 1920er Jahren entstandene, als revisionistischer Zionismus bezeichnete Strömung innerhalb der zionistischen Bewegung, forderte die Errichtung eines souveränen jüdischen Staates beidseits des Jordans.
Die im Juni 1948 gegründete, revisionistisch-zionistische Cherut-Partei, die später in der Likud-Partei aufging, bezeichnete das Gebiet beidseits des Jordans auch nach der Gründung des Staates Israel als „die jüdische Heimstätte“, die ein „historisches und geografisches Ganzes“ bildet. Bis zum Juni 1967 blieb Cherut die einzige politische Partei in Israel, die diese Haltung vertrat.
Mit den israelischen Eroberungen im Sechstagekrieg im Juni 1967 erhielt die Großisrael-Idee Zuspruch auch außerhalb des rechts-nationalistischen und nationalreligiösen Lagers. Im August 1967 wurde die Großisrael-Bewegung gegründet, die die Beibehaltung der eroberten Gebiete verlangte. In der Wahl 1969 wurden mehrere ihrer Mitglieder ins israelische Parlament (Knesset) gewählt. Die Großisrael-Bewegung wurde später von der Gusch-Emunim-Bewegung abgelöst.
Die Forderungen der säkularen ein Großisrael befürwortenden Parteien und Gruppierungen beschränken sich heute in der Regel auf die von Israel im Juni 1967 eroberten Gebiete. Die Likud-Wahlplattform für die Wahl 1977, die den Likud erstmals an die Macht brachte, enthält das Versprechen, „zwischen dem Meer und dem Jordan wird es keine andere als israelische Souveränität geben“. Nach dem Wahlsieg des Likud hat die Siedlungstätigkeit jüdischer Israelis, besonders des nationalreligiösen Gusch Emunim, in den israelisch besetzten Gebieten beträchtlichen Auftrieb erhalten. Besonders in den 1980er Jahren forderte der Chef der spätere verbotenen Kach-Partei, Meir Kahane, die Errichtung von Großisrael.
1994 stimmte die Mehrheit des Likuds für einen Friedensvertrag mit Jordanien und erkannte damit sein Existenzrecht an. Im Herbst 2008 machte der damalige israelische Premierminister Ehud Olmert, ein ehemaliges Mitglied der revisionistisch-zionistischen Betar-Jugendorganisation, internationale Schlagzeilen, als er den „Traum von einem Groß-Israel“ für tot erklärte, und meinte, wer ihn weiter träume, mache sich etwas vor.

## Verschwörungstheorien

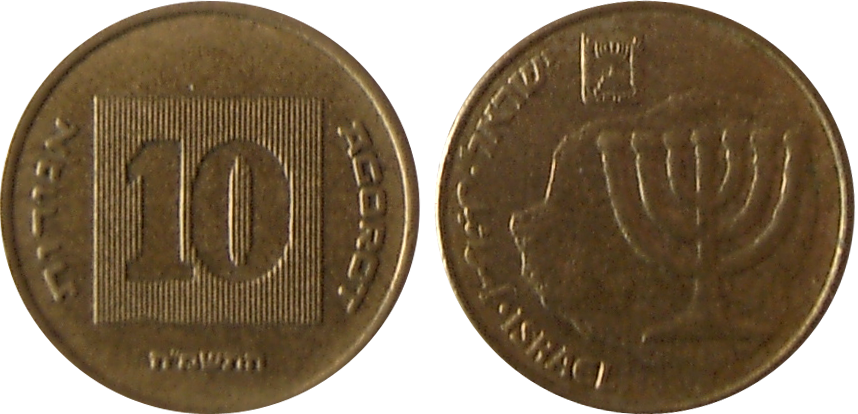
NIS 10-Agorot-Münze, rechts die angebliche Großisrael-Karte als Hintergrund des siebenarmigen Leuchters

Die Eretz-Israel-HaSchlema-Ideologie hat zu verschiedenen Verschwörungstheorien geführt, die besagen, ein Streben nach einem Großisrael vom Euphrat bis zum Nil sei das Ziel des Zionismus und israelische Staatsdoktrin. Ebenso ist die Auffassung, die blauen Streifen der Flagge Israels symbolisierten Nil und Euphrat, weit verbreitet. In einem friedenspädagogischen Studienprojekt evangelischer Hochschulen zum interreligiösen und interkulturellen Lernen in Jordanien und Israel wird die Grenzziehung nach Gen 15, 18–21 „als Ideal der Grenzziehung Israels zu den Nachbarvölkern“ bezeichnet, die sich, so die Behauptung, „bis heute auf der Karte der israelischen Botschaft“ befinde.
Viele arabische Politiker sind oder waren davon überzeugt, dass im israelischen Parlament eine Karte hängt, die ein Großisrael vom Euphrat bis zum Nil zeigt, ungeachtet dessen, dass es eine solche Karte in der Knesset nie gegeben hat. Diese Ansicht wurde auch von Jassir Arafat während längerer Zeit vertreten, obwohl, wie der israelische Journalist Danny Rubinstein in seiner Arafat-Biographie meint, Arafat von seinen Mitarbeitern sicher darauf hingewiesen wurde, dass es nicht zutrifft.
Auf einer Sondersitzung des UNO-Sicherheitsrates in Genf im Mai 1990 behauptete Arafat zudem, auf einer israelischen 10-Agorot-Münze sei eine Karte Großisraels abgebildet, wobei er sich auf einen Aufsatz des damals an der Universität Sheffield lehrenden Geographen Gwyn Rowley stützte.